# 佐世保海軍基地
佐世保海軍基地是位於日本九州島西部佐世保市佐世保港的一座軍事基地，也是駐日美軍和日本自衛隊的設施。此處設有美國海軍的佐世保美國艦隊基地（英語：United States Fleet Activities Sasebo）和海上自衛隊的佐世保基地（日语：／；）。該港替美國太平洋艦隊在東亞的前線部署單位或來訪艦艇提供後勤支援等服務。

## 歷史
佐世保海軍基地自1883年時，第二丁卯艦艦長東鄉平八郎入港勘測後，便逐漸被視為一座重要的軍港，從原本江戶時代的小漁村發展成日本帝國海軍的作戰基地及造船設施。1889年時在此設置了「佐世保鎮守府」，使佐世保成為西日本的防禦重心、以及對亞洲大陸的出兵據地。1905年的對馬海峽戰役中，已成為大將的東鄉指揮聯合艦隊從本港出動，並擊敗了俄羅斯帝國的波羅的海艦隊。佐世保基地的位置和地理條件成了決定性因素之一。太平洋戰爭高峰期間，在佐世保的造船廠及週邊相關設施內從業的員工約有6萬人，多艘艦艇、潛艇和軍機在此進行裝配。

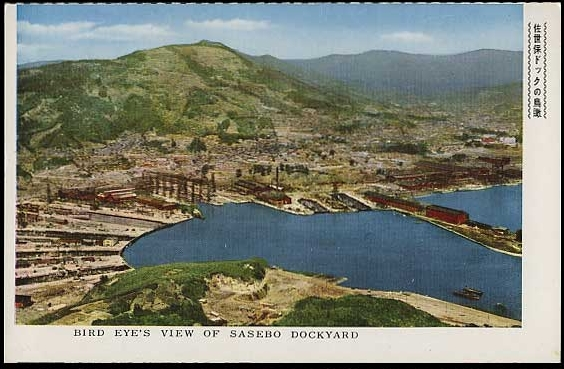
1930年代的佐世保基地設施－佐世保船塢鳥瞰圖

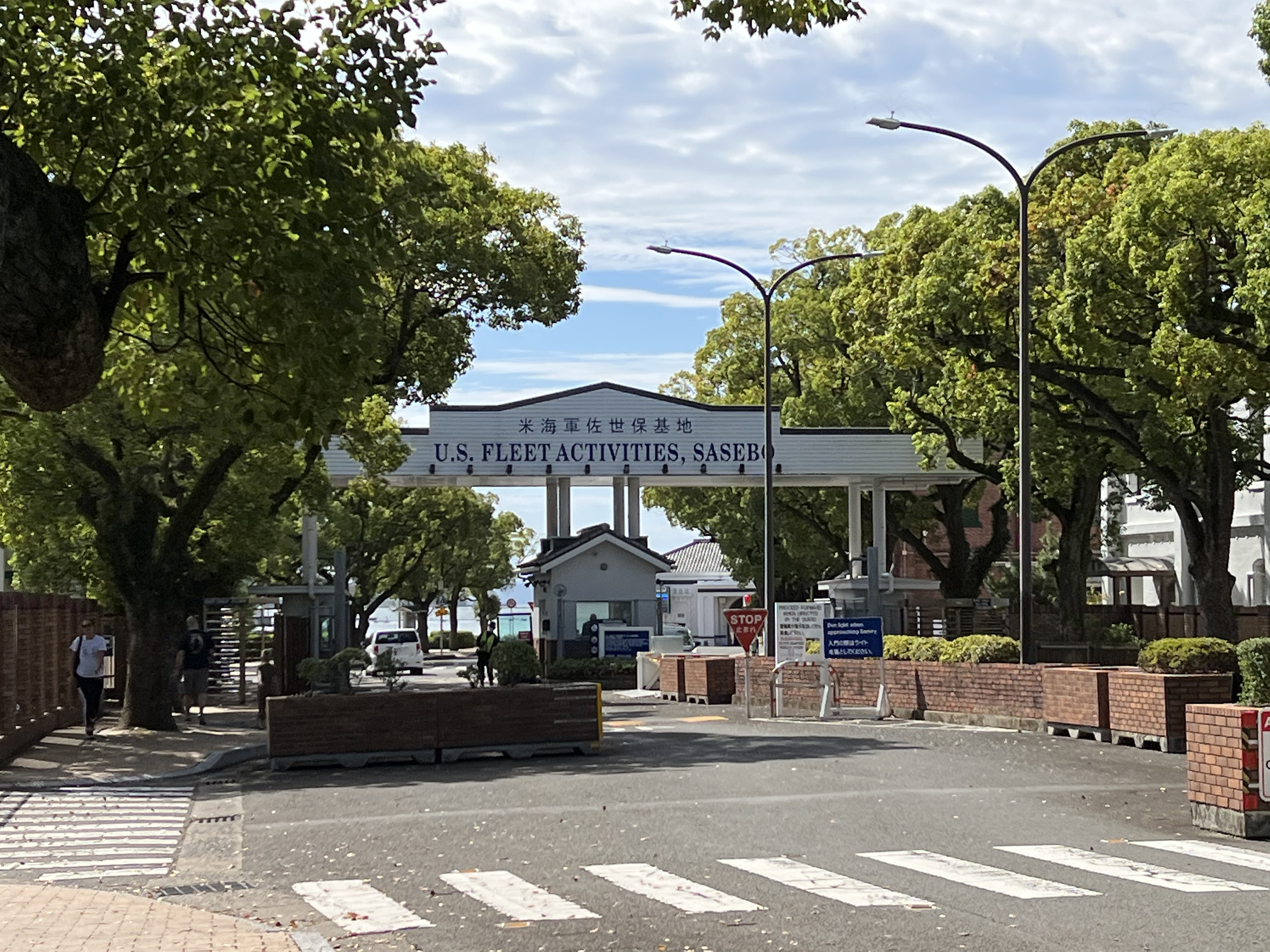
美國海軍佐世保基地

日本投降之後的1945年9月，美軍第5海軍陸戰師從佐世保上岸，並於1946年6月在此建立了佐世保艦隊基地。1950年韓戰爆發後，佐世保成為聯合國軍和美軍前往韓國途徑的重要口岸；數百萬頓的彈藥、燃料、坦克、軍車和補給品，源源不絕地從佐世保港送往釜山等據點。此時，駐守在佐世保的美軍已達2萬多人，而進出的戰船和突擊艦又使得當地的外來人口大量增加。
隨著冷戰期間日本自衛隊的成立，使得佐世保亦變為海上自衛隊的設施，而美軍港口也繼續從這裡支援第七艦隊的船隻。1970年代中期，美軍佐世保艦隊基地一度更名為「佐世保海軍軍械基地」（Naval Ordnance Facility Sasebo），靠泊的美軍船隻也大幅減少。
1980年7月4日，佐世保基地改回現名，並再度成為第七艦隊艦艇的前方部署基地，停泊次數大量增加。後因應中東戰事升溫期間第七艦隊的規模擴張，佐世保基地扮演的角色亦越來越重要。1991年波斯灣戰爭時，佐世保在「沙漠之盾行動」及「沙漠風暴行動」中成為美軍重要的後方後勤設施，替遠赴波斯灣戰區的海軍船隻和海軍陸戰隊部隊供應武器和燃料。
21世紀後，佐世保因為比橫須賀海軍基地更接近印度洋和南中國海，而依然被視為關鍵的軍事設施。但也因這種位置，使一位專家擔心佐世保基地面對中國解放軍潛在的威脅時會顯得脆弱，而建議海軍關閉美軍在該港的設施。

## 常駐艦艇

### 美國海軍

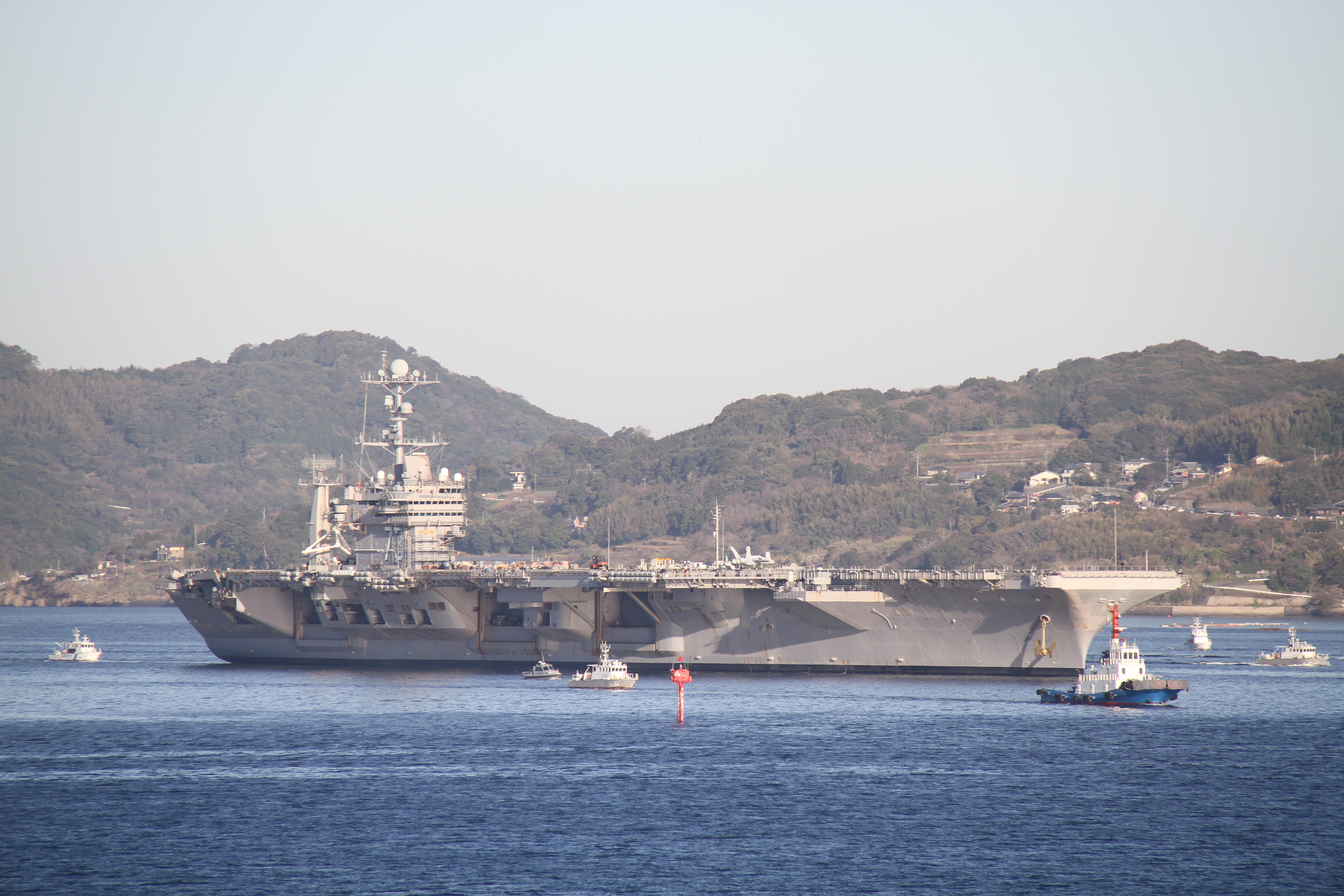
正在訪問佐世保基地的喬治·華盛頓號航空母艦（攝於2011年）

以下列出美國海軍在佐世保基地的永久前沿部署（permanently forward-deployed）艦艇：
第11兩棲戰隊指揮部（Commander Amphibious Squadron 11；）
- 好人理查號兩棲攻擊艦（USS Bonhomme Richard LHD-6，2012年起，2018年回到母港聖迭戈海軍基地），但因火災於2020年11月30日除藉報廢。
- 美利堅號兩棲攻擊艦（USS America LHA-6）
- 丹佛號兩棲船塢運輸艦（英语：USS Denver (LPD-9)）（2008年起）
- 托圖加號船塢登陸艦（英语：USS Tortuga (LSD-46)）（2006年起）
- 日耳曼城號船塢登陸艦（英语：USS Germantown (LSD-42)）（1991年－2002年、2011年起）

第7掃雷艦戰隊指揮部（Commander Mine Countermeasure Squadron 7；）
- 復仇者號掃雷艦（英语：USS Avenger (MCM-1)）
- 防衛者號掃雷艦（英语：USS Defender (MCM-2)）
- 戰士號掃雷艦（英语：USS Warrior (MCM-10)）
- 愛國者號掃雷艦（英语：USS Patriot (MCM-7)）
- 守衛號救援船（英语：USNS Safeguard (T-ARS-50)）

### 日本海上自衛隊

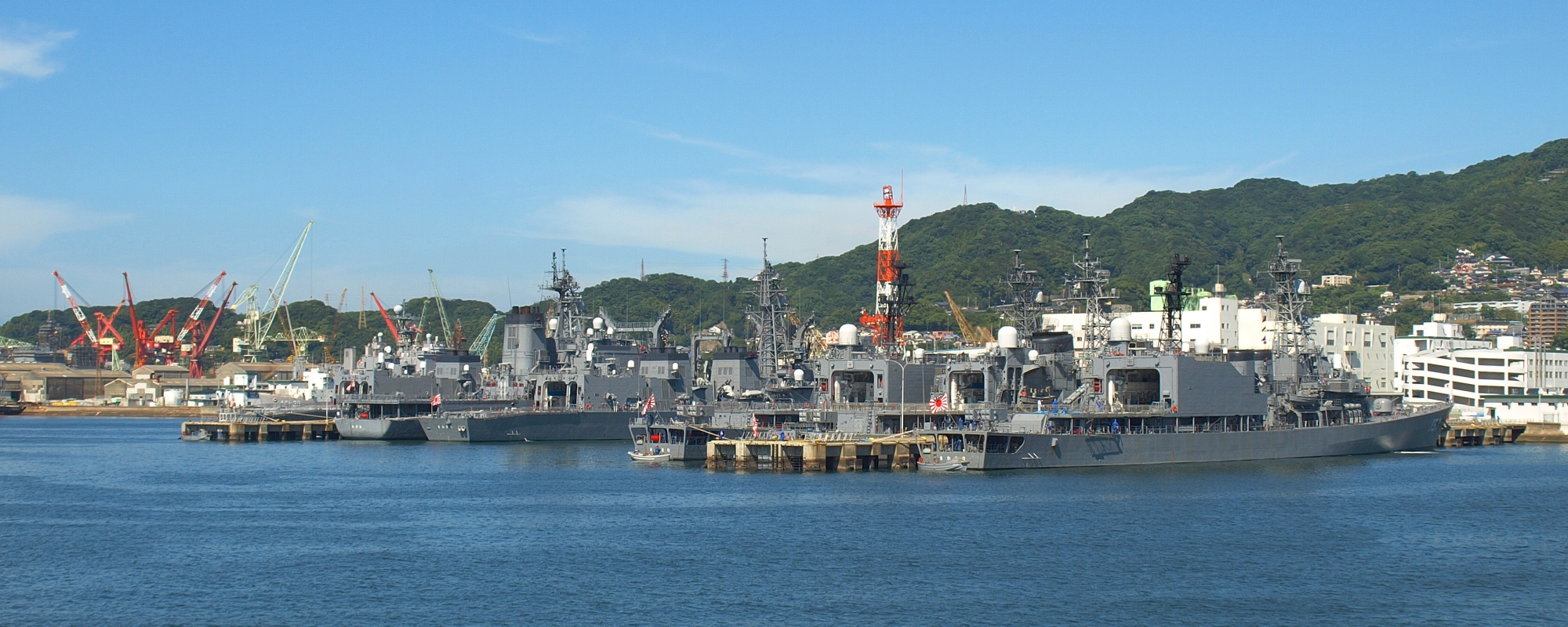
佐世保基地內並列的海上自衛隊艦艇，最右為澤霧號護衛艦（DD-157）

第5護衛隊（隸屬於第1護衛隊群）下轄艦艇
- 金剛號護衛艦（日语：こんごう (護衛艦)）（；）
- 曙號護衛艦（あけぼの；）
- 澤霧號護衛艦（さわぎり；）
- 秋月號護衛艦（あきづき；）

第2護衛隊（隸屬於第2護衛隊群）下轄艦艇
- 鞍馬號護衛艦（くらま；）
- 足柄號護衛艦（あしがら；）
- 春雨號護衛艦（はるさめ；）

第7護衛隊（隸屬於第3護衛隊群）下轄艦艇
- 有明號護衛艦（日语：ありあけ (護衛艦・2代)）（；）
- 夕立號護衛艦（日语：ゆうだち (護衛艦・2代)）（；）

第13護衛隊（地方配備部隊）下轄艦艇
- 神通號護衛艦（日语：じんつう (護衛艦)）（；）
- 磯雪號護衛艦（日语：いそゆき (護衛艦)）（；）
- 春雪號護衛艦（日语：はるゆき (護衛艦)）（；）
- 朝雪號護衛艦（日语：あさゆき (護衛艦)）（；）

## 交通

### 鐵路
- 九州旅客鐵道松浦鐵道佐世保車站走路約8分鐘（視門而定）

## 另見
- 美軍
- 日軍
- 駐日美軍
- 美國海軍
- 海上自衛隊
- 美國第七艦隊
- 佐世保鎮守府
- 佐世保海軍工廠
- 橫須賀海軍設施

## 外部連結
- FA Sasebo official website（页面存档备份，存于）

33°09′46″N 129°42′41″E / 33.16278°N 129.71139°E